# Dildo
Exemplos de consolos.
Dildo, consolo ou consolador é um objeto em formato que imita um pênis com o intuito de ter contato, fantasia ou penetração oral, anal ou vaginal.
São usados por pessoas de diversas orientações sexuais das mais diversas formas. As mais populares são para masturbação através da imitação de uma penetração como ocorre no sexo vaginal, sexo oral ou sexo anal. Há também fetiches relacionados com o uso de consolos que provocam excitação através do contato com a pele ou outras partes do corpo, como o clítoris e o ponto G nas mulheres. Existem modelos que não são produzidos para penetração, muitas vezes por terem a remoção dificultada.
Quando o consolo é usado para penetração é recomendável que ele seja utilizado envolvido em um preservativo para maior higiene. ISTs também podem ser transmitidas por esses objetos caso eles sejam utilizados por mais de uma pessoa sem que sejam esterilizados.
Muitos casais heterossexuais fazem uso destes durante as preliminares para provocar uma maior sensação de prazer no parceiro ou na parceira.

## Tipos
Existem vários tipos de consolos: pequenos, grandes ou supergrandes, sendo tais objetos grossos ou não. Há também os produzidos com efeitos sonoros, como o de um homem entrando em seu orgasmo. Alguns vêm até com um líquido viscoso que imita o sêmen.
Outros são imitações mais ou menos perfeitas do órgão masculino, considerando textura, forma e até temperatura. Alguns acompanham vibradores para produzir maior estímulo, enquanto outros possibilitam a fixação em paredes ou no chão através de ventosas.
Nem todos os consolos têm formas que imitam o pênis ereto, podendo ter concepções mais artísticas ou mesmo a forma de brinquedos ou personagens de anime como ocorre no Japão, onde há consolos em forma de Hello Kitty para evitar a lei contra obscenidades. Existem também os que imitam atores ou atrizes famosas ou outras celebridades para estimular fetiches envolvendo tais pessoas. No Brasil grande variedade de consolos podem ser encontrados e adquiridos em sex shops juntamente com outros acessórios.
Consolos são também muito utilizado por homens para a estimulação da próstata e masturbação anal, inclusive entre casais heterossexuais, ou mesmo pelo homem sozinho durante a masturbação. Ejacular durante a estimulação direta da próstata intensifica enormemente o prazer do homem sem a necessidade de estímulo no pênis, apenas recebendo estímulo anal, podendo ou não ter ereção ao ser penetrado.

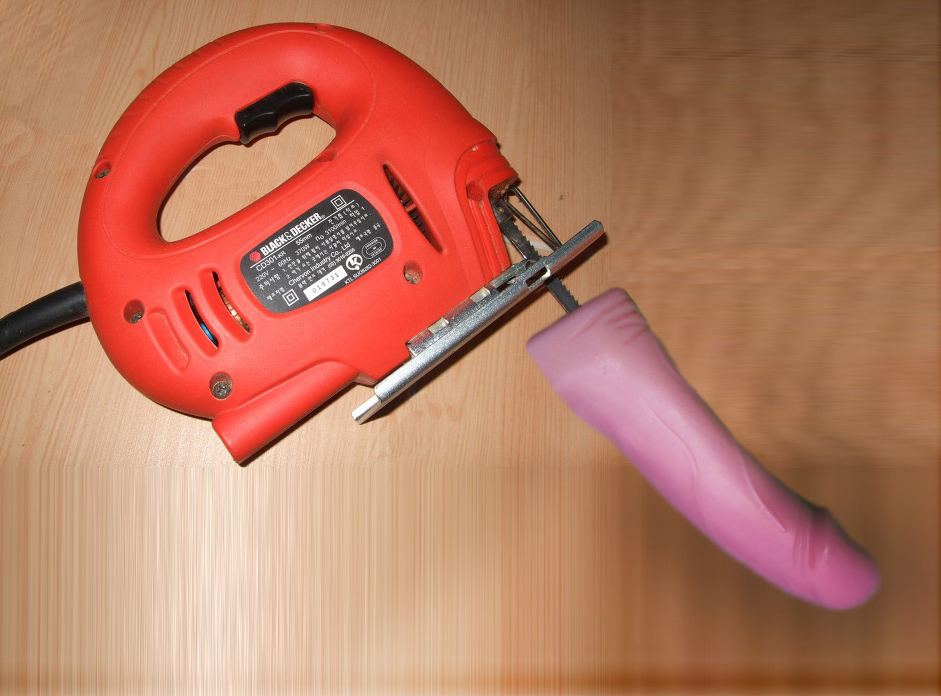
Consolo "Jigsaw" acrílico.
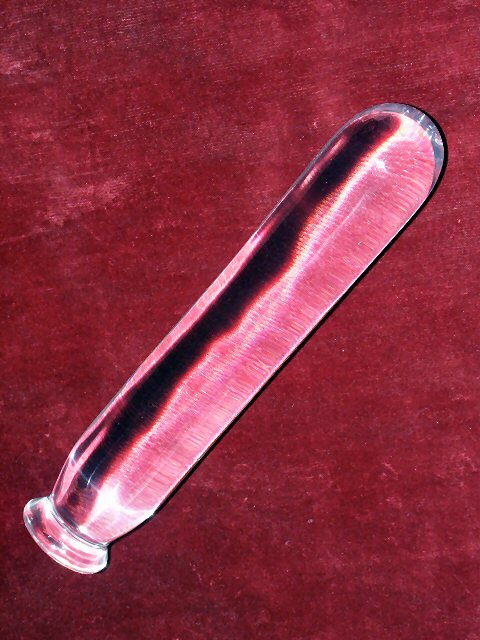
Consolo de acrílico.
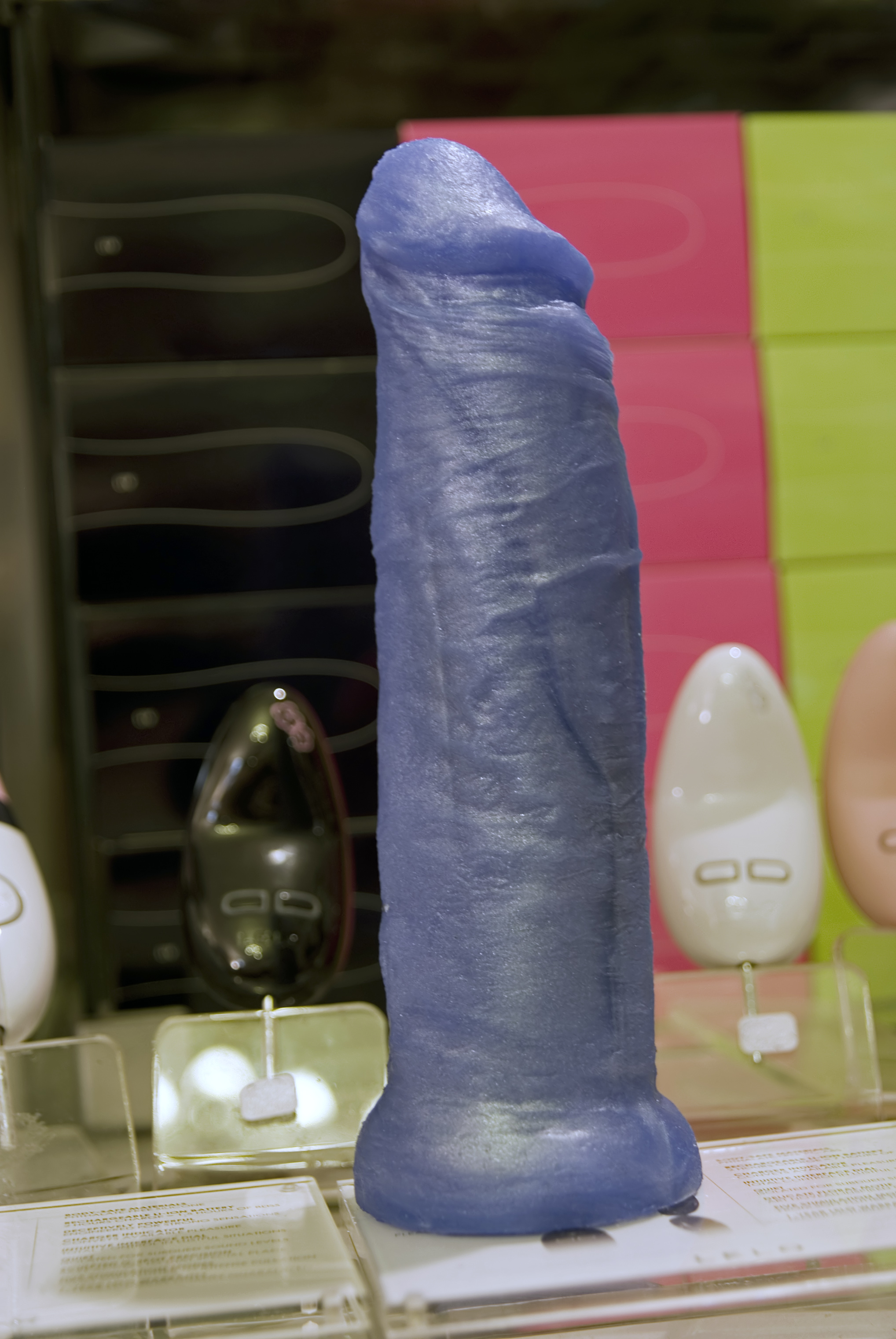
Consolo de silicone.
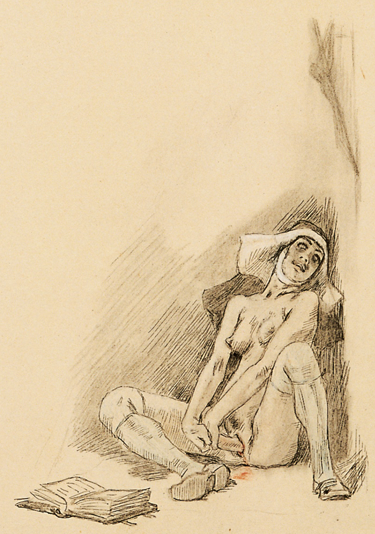
Ilustração de uma mulher usando um consolo.
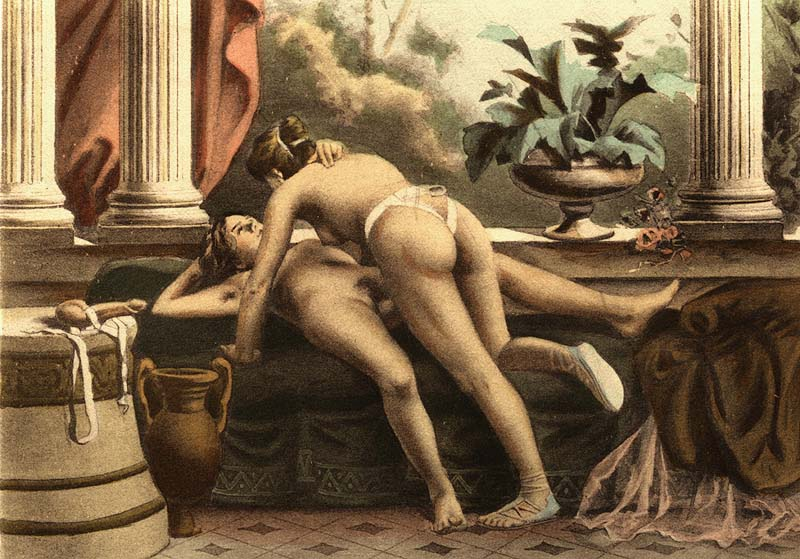
Mulher usando um consolo de cinta. Litografia de De Figuris Veneris (1906) de Édouard-Henri Avril.
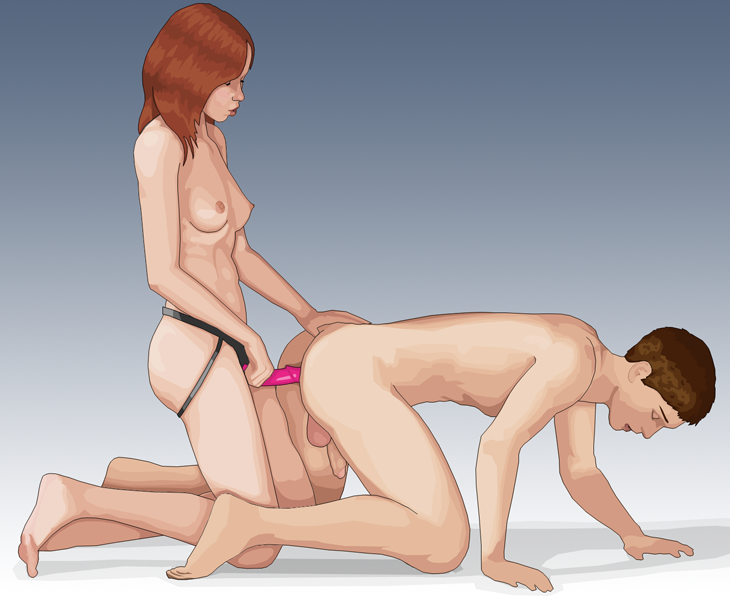
Ilustração do uso do strap-on dildo para uma relação heterossexual de pegging.